# Roland Luder
Roland Luder (* 10. Mai 1964 in Ittigen) ist ein Schweizer Journalist, Fernsehmoderator und Redaktor.
Luder studierte Medienwissenschaften im Nebenfach. Der freie Journalist bei der Berner Zeitung und dem Bund und Redaktor von Radiosendungen bei DRS 1, DRS 3 und Radio Förderband trat am 1. Juni 2003 beim Schweizer Fernsehen ein, wo er bis Ende April 2009 als Moderator und Redaktor der Sendung Schweiz aktuell fungierte. 2013 gibt Roland Luder mit BeobachterTV am SRF Schweizer Radio und Fernsehen sein TV-Comeback.